# Değirmenayvalı, Afyonkarahisar
Değirmenayvalı là một thị trấn thuộc thành phố Afyonkarahisar, tỉnh Afyonkarahisar, Thổ Nhĩ Kỳ. Dân số thời điểm năm 2011 là 2.809 người.